# Aglaia heterotricha
Aglaia heterotricha  (лат.) — вид двудольных растений рода Аглайя (Aglaia) семейства Мелиевые (Meliaceae). Растение впервые описано в 1952 году американским ботаником Альбертом Чарльзом Смитом.

## Распространение, описание
Эндемик Тонга. Распространён на острове Эуа, на территории местного национального парка.
Древесное растение.

## Замечания по охране
В 1998 году получил статус «critically endangered» («вид на грани исчезновения») согласно данным Международного союза охраны природы. Вид известен лишь по образцам, последний из которых был собран в 1952 году. Не исключено, что к настоящему времени вид мог и исчезнуть.